# 31249 Reneefleming
31249 Reneefleming este o planetă minoră (asteroid), cu un diametru de 6,973 km, din centura de asteroizi. A fost descoperită pe 27 februarie 1998 la Caussols de OCA-DLR Asteroid Survey⁠(d) și a fost numită după Renée Fleming. 
Obiectul prezintă o orbită caracterizată de o semiaxă mare de 3,24778 UAi, o excentricitate de 0,27, o înclinație de 1,5766 ° în raport cu ecliptica.